# Tuyên ngôn độc lập (Việt Nam Dân chủ Cộng hòa)
Bản Tuyên ngôn độc lập của Việt Nam được Hồ Chí Minh soạn thảo, và đọc trước công chúng tại vườn hoa Ba Đình (nay là Quảng trường Ba Đình) ngày 2 tháng 9 năm 1945. Đây được nhiều người xem là bản tuyên ngôn độc lập thứ ba trong lịch sử Việt Nam, sau bài thơ thần Nam quốc sơn hà ở thế kỷ 11 và Bình Ngô đại cáo của Nguyễn Trãi viết năm 1428.

## Lịch sử
Việt Nam trở thành thuộc địa của thực dân Pháp từ giữa thế kỷ 19. Trong Chiến tranh thế giới thứ hai, Đế quốc Nhật Bản đã thay Pháp chiếm đóng Việt Nam từ năm 1940. Khi Nhật Bản đầu hàng quân Đồng Minh giữa năm 1945, Việt Minh là một phần của phe Đồng Minh nên Nhật Bản đầu hàng ngày 19 tháng 8 sau Cách mạng tháng Tám.
Sáng ngày 26 tháng 8 năm 1945, tại ngôi nhà số 48 Hàng Ngang, Hà Nội, Hồ Chí Minh đã triệu tập và chủ trì cuộc họp của Thường vụ Trung ương Đảng Cộng sản Việt Nam. Trong số các quyết định của cuộc họp này, Thường vụ nhất trí chuẩn bị Tuyên ngôn độc lập và tổ chức mít tinh lớn ở Hà Nội để Chính phủ Lâm thời ra mắt nhân dân, cũng là ngày nước Việt Nam chính thức công bố quyền độc lập và thiết lập chính thể Dân chủ Cộng hòa.
Ngày 30 tháng 8 năm 1945, Hồ Chí Minh mời một số người đến góp ý cho bản Tuyên ngôn độc lập do ông soạn thảo. 31 tháng 8 năm 1945, ông bổ sung thêm cho dự thảo Tuyên ngôn độc lập và đến 2 tháng 9 năm 1945, ông đọc bản Tuyên ngôn độc lập trong cuộc mít tinh trước hàng chục vạn quần chúng, tại Quảng trường Ba Đình, Hà Nội, khai sinh nước Việt Nam Dân chủ Cộng hòa.
Cuối tháng 8 năm 1945, Hồ Chí Minh lo chuyện tác động đến các lãnh đạo của phe Đồng Minh theo hướng công nhận nền độc lập của Việt Nam, cũng như chuyện ông phải nắm quyền lực nhà nước hoặc phải tự thể hiện bản thân như là biểu tượng dân tộc của sự thống nhất và tự quyết. Hồ Chí Minh đã lựa chọn một cách tiếp cận hoàn toàn khác với các vua, chúa trước đây của Việt Nam khi ông trực tiếp đọc bản Tuyên ngôn chứ không cần thông qua bên bên trung gian nào đó. Điều này cũng khác hẳn với Đế quốc Việt Nam, bên đã không triệu tập một buổi đọc bản Tuyên ngôn độc lập có sự tham gia của quần chúng. Còn lễ thoái vị của Hoàng đế Bảo Đại, cựu hoàng dường như không được mời nói chuyện trước công chúng cho đến lúc đọc lời tuyên bố thoái vị đầy cảm xúc trước đám đông ở cổng Ngọ Môn tại Huế vào ngày 30 tháng Tám. Cái cách Hồ Chí Minh đọc bản tuyên ngôn cũng phảng phất nét tương đồng với không khí lộng lẫy và hoành tráng của các buổi lễ chính trị tại Tây Âu, Hoa Kỳ và Liên Xô. Hồ Chí Minh đã lựa chọn quảng trường Puginier, sau này được gọi là quảng trường Ba Đình, một nơi rộng rãi không bị các chướng ngại vật che khuất tầm nhìn nhằm đủ chỗ chứa lượng khán thính giả càng nhiều càng tốt dù chỉ có vài ngày thông báo. Đối với đồng bào Công giáo, ngày hôm đó cũng là ngày "Lễ hội những người tử vì đạo Việt Nam" của Công giáo, tưởng niệm những người đã chết vì đức tin của mình, đặc biệt vào thế kỉ 19, nên các nhà thờ ở Hà Nội buổi sáng đó tràn ngập người tham dự thánh lễ. Việc lựa chọn ngày 02/09 của Hồ Chí Minh còn nhằm gắn kết chính quyền mới với phía Giáo hội Thiên chúa giáo. Các linh mục sau buổi lễ của mình đã cùng các giáo dân hướng về Quảng trường Ba Đình để tham dự buổi lễ. Những nhà sư trụ trì ở những ngôi chùa cũng làm tương tự vậy. Các giáo viên trang bị còi hay loa dẫn đầu đám trẻ con hát những bài ca cách mạng. Đám thanh niên đặc biệt chú ý đến cách những lá quốc kì đỏ rực mà những nhóm thiếu nữ đang cầm tương phản với những chiếc áo dài trắng tinh khôi.

## Nội dung bản tuyên ngôn
Bản tuyên ngôn gồm 3 phần:

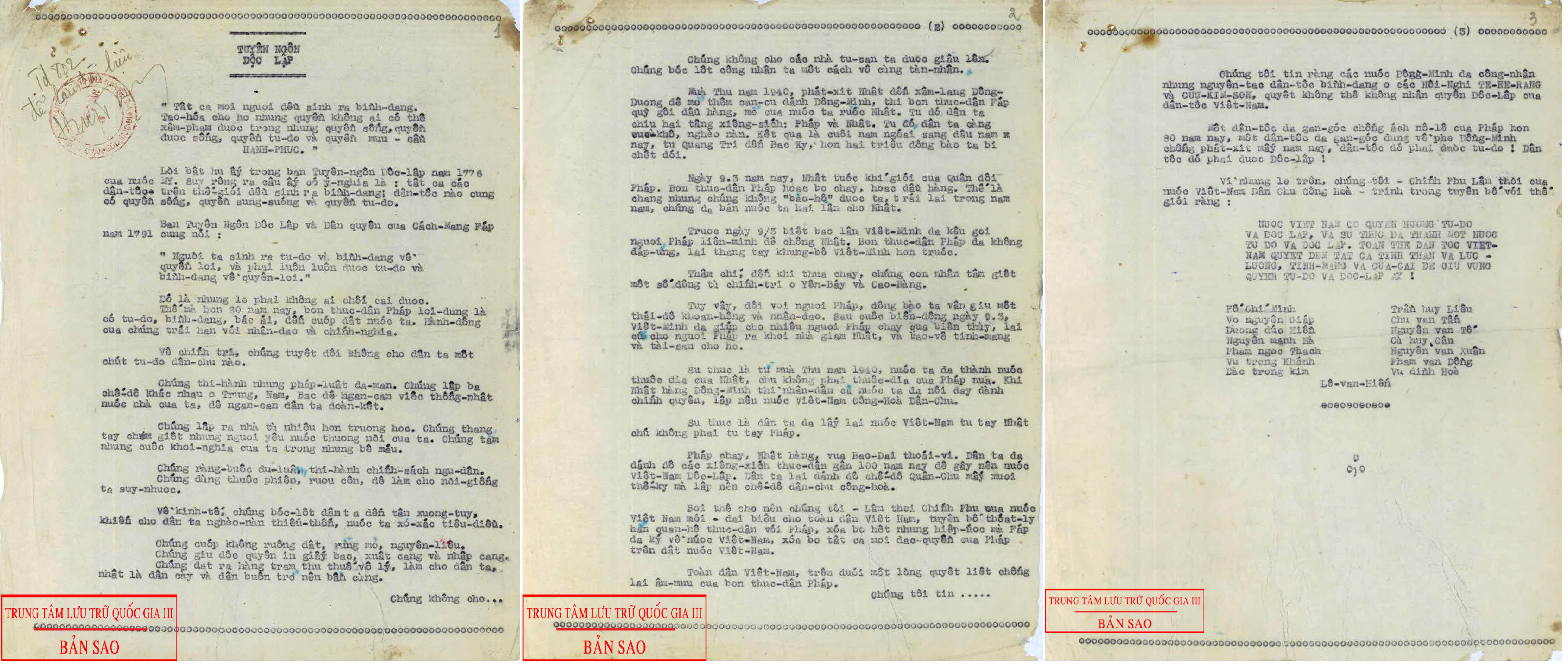
Một bản sao của tuyên ngôn Độc lập gốc của Việt Nam Dân chủ Cộng hòa.

- Phần 1: Cơ sở pháp lý của bản tuyên ngôn.
- Phần 2: Cơ sở thực tiễn của bản tuyên ngôn.
- Phần 3: Lời tuyên bố độc lập.

| “ | ...Vì những lẽ trên, chúng tôi, chính phủ lâm thời của nước Việt Nam Dân chủ Cộng hòa, trịnh trọng tuyên bố với thế giới rằng: Nước Việt Nam có quyền hưởng tự do và độc lập, và sự thật đã thành một nước tự do độc lập. Toàn thể dân tộc Việt Nam quyết đem tất cả tinh thần và lực lượng, tính mạng và của cải để giữ vững quyền tự do, độc lập ấy! | ” |

Những người ký tên gồm: Hồ Chí Minh (chủ tịch), Trần Huy Liệu, Võ Nguyên Giáp, Chu Văn Tấn, Dương Đức Hiền, Nguyễn Văn Tố, Nguyễn Mạnh Hà, Cù Huy Cận, Phạm Ngọc Thạch, Nguyễn Văn Xuân, Vũ Trọng Khánh, Phạm Văn Đồng, Đào Trọng Kim, Vũ Đình Hòe, Lê Văn Hiến.

## Diễn biến ngày 2 tháng 9
Theo tường thuật của nhà báo Hồng Hà, báo Cứu quốc của Việt Minh, ông Nguyễn Hữu Đang đọc chương trình buổi lễ và giới thiệu Chính phủ lâm thời, chủ tịch Chính phủ đọc Tuyên ngôn độc lập, các thành viên Chính phủ tuyên thệ, ông Võ Nguyên Giáp, bộ trưởng Bộ Nội vụ giãi bày tình hình trong nước và nhiệm vụ của Chính phủ, ông Trần Huy Liệu tường trình vào Huế nhận sự thoái vị của vua Bảo Đại, ông Nguyễn Lương Bằng đại biểu của Tổng bộ Việt Minh thuật qua lại cuộc tranh đấu của Việt Minh để mưu giải phóng cho dân tộc.
Sân khấu được làm vội vã từ gỗ và được trang hoàng bằng lớp vải trang trí trắng và đỏ, do đó cho phép hầu hết khán thính giả có thể thấy được những vị lãnh đạo mới của mình, dù chỉ như những chấm li ti. Hồ Chí Minh và các đồng sự của mình đã cố gắng truyền trực tiếp bản Tuyên ngôn độc lập đến mọi miền Tổ quốc nhưng các vấn đề kỹ thuật lúc đó đã không cho phép điều này diễn ra. Mặc dù đã ở nước ngoài trong suốt hơn 30 năm nhưng phong cách nói tiếng Việt của Hồ Chí Minh vẫn đầy tự tin và mạnh mẽ. Bản tuyên ngôn độc lập có độ dài vừa đủ do những người Việt tham gia buổi lễ hôm đó phần lớn còn chưa tiếp xúc với hoạt động mít-ting kiểu châu Âu như thế này bao giờ. Ngày mùng 2 tháng 9 năm đó, nhiều gia đình đã dọn dẹp nhà cửa và chuẩn bị đốt pháo để ăn mừng buổi lễ.
Từ Phủ Toàn quyền, Jean Sainteny, viên chức cao cấp của nước Pháp Tự do (Free French)–nước Pháp sau khi được giải phóng khỏi Phát-xít Đức đã có mặt ở Hà Nội, đã quan sát hàng chục ngàn người Việt Nam đi thành từng hàng băng qua đại lộ Brière-de-l’Isle để tiến vào quảng trường. Jean Sainteny ngạc nhiên trước sự tham gia công khai của giới Công giáo và sửng sốt trước sự trật tự của đám đông, không có bất kì hành vi gây rối nào. Không ai có cử chỉ thù địch đối với Jean Sainteny hay đối với tòa nhà phủ Toàn quyền.
Vấn đề an ninh cũng được suy xét đáng kể, với đội quân danh dự của Quân Giải phóng đảm bảo không ai trong số khán thính giả có thể tới gần khán đài trong phạm vi 20 mét, những công nhân và sinh viên có vũ trang cũng được xếp đặt tại mọi góc của mấy khu vườn, và một đơn vị tự vệ cảnh giác trước bất kì sự quấy rối nào từ hướng Thành Hà Nội nơi quân Pháp vẫn còn bị Nhật giam giữ. Trước cuộc mít-tinh, lính Nhật ở khu đất thuộc Phủ Toàn quyền đã thiết lập mấy khẩu súng máy chĩa về quảng trường, làm những nhà tổ chức phải dựng lên một bức màn người gồm những dân quân tự vệ với chỉ thị thà chết còn hơn rút lui.
Mặc dù chương trình được mong đợi bắt đầu vào đúng 2 giờ chiều, nhưng xe hơi chở các thành viên trong nội các Việt Nam Dân chủ Cộng hoà đã đến trễ hai mươi lăm phút khi phải đi xuyên qua các đám đông. Hồ Chí Minh dẫn đầu những người còn lại bước nhanh lên khán đài, điều làm ngạc nhiên nhiều người đứng xem vì họ mong chờ những người cầm quyền sẽ di chuyển với phong thái từ tốn và trang nghiêm. Trong khi hầu hết các đồng sự của ông trên khán đài đều mặc đồ vest Tây và thắt cravate, nhưng Hồ Chí Minh cố ý chọn mặc bộ đồ kaki phai màu với cổ cao và mang đôi dép cao su trắng.
Sau lễ chào cờ và hát quốc ca, Võ Nguyên Giáp, Bộ trưởng Nội vụ, bước tới micrô giới thiệu Hồ Chí Minh, người được chào mừng bằng những tiếng hô vang dội được sắp xếp trước, "Độc lập! Độc lập!" Hồ Chí Minh vẫy tay trước khán thính giả trong vài phút, đoạn nâng hai bàn tay lên để kêu mọi người im lặng. Bằng giọng Nghệ Tĩnh đặc trưng, Hồ Chí Minh bắt đầu đọc Tuyên ngôn Độc lập. Đọc đến giữa chừng, Hồ Chí Minh hỏi: "Tôi nói, Đồng bào có nghe rõ không?" và đám đông đồng thanh hô vang "Rõ!".
Trong buổi lễ này, thông qua bản Tuyên ngôn độc lập, Hồ Chí Minh cũng đã kêu gọi các nước Đồng minh ủng hộ nền độc lập chân chính do nhân dân Việt Nam vừa tự tay giành được thông qua Cách mạng tháng Tám. Ông tuyên bố rằng Chính phủ lâm thời đã huỷ bỏ hết mọi hiệp ước do Pháp kí trong quan hệ với Việt Nam và bãi bỏ hết mọi đặc quyền của người Pháp, và cảnh báo rằng người Việt "kiên quyết chống lại âm mưu của bọn thực dân Pháp". Kết thúc bài phát biểu của mình, Hồ Chí Minh giới thiệu từng bộ trưởng trong Chính phủ lâm thời với quần chúng nhân dân và tất cả đều làm lễ tuyên thệ nhậm chức.
Võ Nguyên Giáp khi đó bước tới và đọc một diễn văn dài đầy vẻ nghiêm trang để tô điểm thêm cho bản Tuyên ngôn. Sau đó, Trần Huy Liệu, bộ trưởng bộ thông tin và tuyên truyền, báo cáo trước khán thính giả về buổi lễ thoái vị của Bảo Đại ở Huế ba ngày trước đó, và rồi trao thanh kiếm hoàng gia và ấn cho Hồ Chí Minh. Là một người có khả năng ăn nói thiên bẩm, Trần Huy Liệu dường như đã làm cho đám đông cười ồ lên và vỗ tay khi mô tả sự cáo chung của chế độ quân chủ. Hòa vào bối cảnh đó, Hồ Chí Minh tuyên bố rằng thanh kiếm, trước đây được dùng để đàn áp dân chúng, giờ đây sẽ được dùng để "chặt đầu kẻ phản bội".
Đại diện cho Tổng bộ Việt Minh là Nguyễn Lương Bằng sau đó nói ngắn gọn về nhu cầu cần thống nhất và đấu tranh, phát biểu thẳng thừng rằng đánh Pháp là chuyện cần thiết. Vào một thời điểm nào đó giữa buổi lễ lúc chiều, hai chiếc máy bay Tia chớp P-38 của Mỹ sà xuống thấp ngay trên đám đông, một sự kiện được tuyên bố ngay tức thì và ai cũng tin là đại diện cho lời chào mừng của Mỹ dành cho chính quyền non trẻ của Việt Nam. Cuối cùng, trước khi kết thúc buổi lễ, Chủ tịch Hồ Chí Minh tuyên bố: "Chúng ta sẽ phải trải qua nhiều khốn khó và đau khổ hơn nhiều. Đồng bào phải ủng hộ chính quyền, để sau này có thêm nhiều buổi ăn mừng và thắng lợi!" Buổi lễ kết thúc bằng việc đoàn người có tổ chức ở quảng trường sau đó diễu hành ra phố, giải tán ở hồ Hoàn Kiếm, và gia nhập vào bầu không khí vui chung cho đến giờ giới nghiêm.

### Tại Sài Gòn
Vào thời điểm đó, do hạn chế về phương tiện kỹ thuật nên các diễn biến ở Hà Nội không được truyền đến Sài Gòn nhưng từ bài diễn văn ứng khẩu của Bí thư Xứ ủy Nam Kỳ Trần Văn Giàu, nhân dân miền Nam nói chung và nhân dân Sài Gòn nói riêng đã thể hiện lòng quyết tâm ủng hộ cách mạng, ủng hộ mặt trận Việt Minh, bảo vệ nền độc lập non trẻ của Việt Nam. Lễ đài lễ độc lập 2-9-1945 tại Sài Gòn đặt trên đường Cộng Hòa (nay là đường Lê Duẩn), ngay phía sau nhà thờ Đức Bà. Hầu hết người dân Sài Gòn đều đổ ra đường, thành một biển người chưa từng thấy ở thành phố này. Cờ rợp trời: cờ đỏ sao vàng của Việt Minh, cờ các nước đồng minh, cờ của các đoàn thể. Khẩu hiệu giăng đầy các con đường lớn: "Việt Nam Dân chủ Cộng hòa muôn năm!", "Đả đảo thực dân Pháp!", "Độc lập hay là chết!" bằng năm thứ tiếng: Việt, Hoa, Anh, Pháp, Nga.
Lễ độc lập cử hành đúng 14 giờ chiều. Nhưng mới 12 giờ trưa, dưới mặt trời đứng bóng, các đoàn thể dân chúng, các toán dân quân từ trong các trụ sở ở Châu Thành, từ các vùng ngoại ô kéo về đại lộ Cộng Hòa (tức đại lộ Norodom vừa đổi tên) tập trung sau nhà thờ Đức Bà. Buổi lễ bắt đầu bằng nghi thức chào quốc kỳ. Lúc đó, bản Tiến quân ca của Văn Cao chưa được phổ biến trong Nam nên ban quân nhạc cử bài Quốc tế ca và bản Thanh niên hành khúc, nhạc của Lưu Hữu Phước. Theo thông báo của ban tổ chức buổi lễ, đúng 14 giờ chiều hôm ấy, tại quảng trường Ba Đình ở Hà Nội, Chủ tịch Hồ Chí Minh sẽ đọc bản Tuyên ngôn độc lập. Đài tiếng nói Việt Nam (lúc đó đặt tại Bạch Mai nên còn gọi là Đài Bạch Mai) sẽ trực tiếp truyền thanh buổi lễ ở Hà Nội trên làn sóng 32m. Ban tổ chức sẽ tiếp sóng Đài Bạch Mai để đồng bào Sài Gòn nghe bản Tuyên ngôn độc lập qua hệ thống loa phóng thanh đặt dọc theo đường Cộng Hòa và các ngả đường gần đó.
Tuy nhiên, việc tiếp sóng không thành công. Nửa giờ trôi qua, dân chúng bắt đầu bàn tán xôn xao. Một số người cảnh giác đặt ra nghi vấn: phải chăng có kẻ phá hoại? Mặc dù hoài nghi này không có chứng cớ, song trong bối cảnh lúc đó nó vẫn thuyết phục được nhiều người. Mãi về sau này người ta mới biết lý do của sự cố này: đài phát của ta quá yếu, máy thu của ta quá cũ, thời tiết chiều hôm ấy lại xấu. Để trấn an quần chúng, ban tổ chức buổi lễ đề nghị ông Trần Văn Giàu phát biểu. Ông Trần Văn Giàu suy nghĩ vài phút, ghi vội lên giấy mấy ý chính, rồi bước lên lễ đài, ứng khẩu một bài diễn văn. Lúc đó, các nhà báo chưa sử dụng máy ghi âm nên ghi lại bài diễn văn bằng phương pháp tốc ký để công bố toàn văn trên các báo xuất bản ở Sài Gòn ngày hôm sau.
Mở đầu, ông Trần Văn Giàu tuyên bố một đổi thay lớn trong lịch sử nước nhà sau Cách mạng Tháng Tám: "Việt Nam từ một xứ thuộc địa đã trở thành một nước độc lập. Việt Nam từ một đế chế đã trở thành một nước cộng hòa. Việt Nam đương tiến bước trên đường sống". Song cuộc hồi sinh của dân tộc đang bị kẻ thù đe dọa: "Kẻ địch toan tính một cuộc âm mưu gác lại ách nô lệ trên cổ 25 triệu đồng bào... Chúng tôi đã nắm được bằng cớ chắc chắn là họ toan dùng võ lực thình lình lật đổ chính phủ dân chủ cộng hòa để đặt lại một quan toàn quyền như thuở trước".
Do đó, ông khuyên đồng bào hãy đề cao cảnh giác: "Mừng thắng lợi, nhưng đồng bào chớ say sưa vì thắng lợi. Bởi vì Việt Nam yêu quí của chúng ta đương gặp một tình cảnh nguy nan. Không khéo lo, nước ta dân ta có thể bị tròng lại ách nô lệ". Ông Trần Văn Giàu hỏi những người dự lễ: "Đồng bào ở đây có ai thừa nhận một quan toàn quyền cai trị xứ ta không? Có ai chịu bó tay để cho chế độ thực dân - ra mặt hay giấu mặt - trở lại không?". Sau mỗi câu hỏi của ông, cả triệu người đồng thanh đáp lại: "Không! Không! Không!" vang dội một góc trời. Tiếp sau sự đồng tâm ấy, ông Trần Văn Giàu nhắc lại những điều đã nói với đại diện chính phủ Pháp:
"Việt Nam Dân chủ Cộng hòa sẵn sàng ký kết với Cộng hòa Pháp những hiệp ước cộng tác về kinh tế, về văn hóa, luôn về binh bị nữa, nếu Pháp công khai thừa nhận quyền độc lập của chúng tôi. Nhược bằng trái lại, các người kể chúng tôi như tôi mọi thì liên hiệp với dân chúng cách mạng Pháp, chúng tôi thề chết (chứ) không nhượng bộ trước bất cứ một sự hăm dọa hay khiêu khích nào". Thay mặt hàng triệu người dân Nam bộ, ông nói lên quyết tâm bảo vệ tổ quốc: "Chúng ta thề cương quyết đứng bên cạnh chánh phủ, chống mọi sự xâm lăng, dầu chết cũng cam lòng". Ông kết thúc bài diễn văn bằng lời kêu gọi: "Quốc dân hãy sẵn sàng chiến đấu!... Đứng lên! Ngày độc lập bắt đầu từ nay! Tiến tới, vì độc lập, vì tự do, tiến tới mãi! Không một thành lũy nào ngăn nổi chí của muôn dân trên đường giải phóng!".

## Ý nghĩa
Về mặt chính trị, bản Tuyên ngôn độc lập của nước Việt Nam Dân chủ Cộng hòa đóng một vai trò quan trọng trong lịch sử hiện đại Việt Nam. Đây là biểu tượng cho việc chấm dứt sự cai trị của các thế lực ngoại quốc ở Việt Nam. Bản tuyên ngôn đã đưa tới cho người đọc và người nghe một thế giới quan kịch tính, một lịch sử cô đặc, một vài khẳng định táo bạo, những cụm từ sinh động, và hình tượng đầy cảm xúc. Trong bản Tuyên ngôn độc lập, Chủ tịch Hồ Chí Minh đã tiên liệu được việc Pháp sẽ quay lại và Hoa Kỳ sẽ can thiệp vào Việt Nam. Bản Tuyên ngôn độc lập đã nêu bật các giá trị bình đẳng giữa các quốc gia, các quyền cơ bản của con người và của các dân tộc, quyền tự quyết dân tộc và quyền được hưởng độc lập, tự chủ của mỗi quốc gia. Bản Tuyên ngôn Độc lập đã tố cáo và lên án những tội ác man rợ của thực dân Pháp đối với nhân dân Việt Nam về các mặt chính trị, kinh tế, văn hóa... Đồng thời khẳng định, Việt Nam – một nước thuộc phe Đồng minh trong Chiến tranh thế giới thứ hai – đã giành độc lập sau khi chiến thắng Phát xít Nhật Bản, trước đó người Pháp đã hai lần trao quyền đại diện và bảo hộ đối với Việt Nam cho Phát xít Nhật nên Pháp không còn đủ tư cách để đại diện cho nhân dân Việt Nam nữa. Bản Tuyên ngôn độc lập còn khẳng định với thế giới cơ sở pháp lý về quyền của dân tộc Việt Nam được hưởng tự do độc lập, đồng thời cũng vạch ra cơ sở thực tế là Việt Nam đã là một nước tự do và độc lập, không lệ thuộc vào bất cứ nước nào. Đồng thời, bản Tuyên ngôn cũng khẳng định nhân dân Việt Nam sẽ giữ nền độc lập, tự chủ mới giành được bằng mọi giá. Bản tuyên ngôn độc lập để thể hiện sự tôn trọng ngoại giao mà Hà Nội dành cho Paris và Washington khi Chủ tịch Hồ Chí Minh trích dẫn Tuyên ngôn độc lập Hoa Kỳ (1776) và Tuyên ngôn Nhân quyền và Dân quyền Pháp (1791). Việc này đã tạo ra bức tranh đối lập giữa những lý tưởng mà Pháp và Mỹ vẫn đang cổ súy với thực tại đau khổ trong 80 năm Việt Nam bị Pháp cai trị.